# Taeniophyllum calyptrochilum
Taeniophyllum calyptrochilum är en orkidéart som beskrevs av Johannes Jacobus Smith. Taeniophyllum calyptrochilum ingår i släktet Taeniophyllum och familjen orkidéer. Inga underarter finns listade i Catalogue of Life.